# Can You Hear Me? (EP)
Can You Hear Me? là mini album tiếng Nhật thứ hai của ca sĩ-nhạc sĩ và diễn viên Hàn Quốc IU. Được phát hành vào ngày 20 tháng 3 năm 2013 và là mini album đầu tiên của cô phát hành bằng tiếng Nhật.

## Background và phát triển
IU ra mắt tại Nhật Bản dưới EMI Music Japan vào tháng 3 năm 2012, với single "Good Day." Kể từ đó, cô hoạt động ở cả hai nơi Hàn Quốc và Nhật Bản. Tại Hàn Quốc, cô phát hành mini album  Spring of a Twenty Year Old và hợp tác với nhóm nhạc nữ Hàn Quốc Fiestar cho bài hát "Sea of Moonlight." Trong tháng 7, cô phát hành phiên bản tiếng Nhật của single  "You & I," và tổ chức concert đầu tiên của cô tại Nhật Bản, IU Friendship Special Concert: Autumn2012, vào ngày 7 tháng 9 năm 2012. Vào tháng 10 năm 2012, IU phát hành hai bài hát kỹ thuật số "Friend" của ban nhạc rock Nhật Bản Anzen Chitai và  "Aishiteru" (愛してる, "I Love You") của Callin', một trong những bài hát chủ đề kết thúc cho anime  Natsume's Book of Friends. Cả hai bài hát đều được thu âm tại concert ở Nhật Bản lần đầu của cô.
Để ủng hộ nhạc kịch của Pháp, Notre-Dame de Paris trình diễn tại Tokyu Theatre Orb ở Shibuya trong tháng 2 và tháng 3, IU đã cover bài hát phiên bản tiếng Anh của vở nhạc kịch, "The Age of the Cathedrals." Bài hát này được phát hành dưới dạng cellphone download vào ngày 6 tháng 2 năm 2013 và sau đó là PC download vào ngày 13 tháng 2. Phiên bản này được thêm vào Can You Hear Me? như một bonus track.
Album được thông báo chính thức vào ngày 25 tháng 1 năm 2013.

## Sáng tác và sản xuất
Album chủ yếu được thu âm tại DCH Studio, Tokyo, và Loen Studio tại Seoul. Bản thu âm instrumental được thu âm tại Flyte Tyme Studios ở Santa Monica, California và Lyric Studio của Jackson ở  Birmingham, Alabama. Một sự phối hợp với dàn nhạc trong bài hát "Beautiful Dancer" được trình diễn bởi China National Symphony Orchestra, được thu âm tại Middle Chorus Studio ở Bắc Kinh.
Mini album gồm các bài hát tiếng Nhật đầu tiên của IU. Nhóm sản xuất R&B người Mỹ Jimmy Jam and Terry Lewis đã được mời tham gia vào việc viết bài hát cho dự án, "Beautiful Dancer" và "Truth." "Beautiful Dancer" là lần đầu tiên của IU hát nhạc R&B. Hiro của nhóm nhạc hip-hop Nhật Bản LGYankees cũng là vocal producer cho album và viết lời ba bài hát cho album.
Bài hát "Voice-mail" được viết và sáng tác bởi IU, sau đó được dịch sang tiếng Nhật. Đây là bài hát thứ tư được sáng tác bởi cô, sau nhạc phim "Take My Hand" từThe Greatest Love (2011), "A Stray Puppy" từ Last Fantasy (2011) và "Peach" (2012). IU sáng tác bào hát bằng guitar của cô và hoàn thành trong vòng hai đến ba giờ.
Phiên bản tiếng Hàn của bài hát sau đó đã được chọn vào album phòng thu tiếng Hàn thứ ba của IU Modern Times như một bonus track.

## Quảng bá và phát hành
"Beautiful Dancer" được chọn làm bài hát quảng bá chính từ mini album và phát hành trên radio. Bài hát được sử dụng làm bài hát nhạc nền kết thúc tháng 3 cho chương trình âm nhạc Happy Music của Nippon TV. MV được phát hành vào ngày 8 tháng 3 năm 2013, và trình diễn hơn hai ngày tại Thái Lan. Một tuần sau khi album phát hành vào ngày 27 tháng 3 năm 2013, IU tổ chức sự kiện fan meeting lần đầu tiên của cô, IU: The First Fan Meeting in Japan tại Tokyo International Forum. IU xuất hiện trên các tạp chí để quảng bá cho album, như là Haruhana, CanCam, Soup, Rolling Stone Japan và Mini.
"The Age of the Cathedrals" và "New World" được phát hành như single quảng bá như album preview tại các cửa hàng đĩa tại Nhật Bản, được phát hành kỹ thuật số vào ngày 6 tháng 2 năm 2013 và 20 tháng 2 năm 2013.

## Đón nhận
Album ra mắt tại vị trí thứ 23 trên bảng xếp hạng album của Oricon, đạt doanh số 6,000 bản. Sau khi trụ lại top 300 album trong ba tuần, mini album đã đạt tổng cộng 8,000 bản. Doanh số lần này ít hơn mini album tiếng Nhật trước đây, I□U, album tổng hợp các bài hát tiếng Hàn phát hành trước khi cô ra mắt tại Nhật Bản vào năm 2011, và ít hơn đáng kể so với hai single tiếng Nhật của cô, "Good Day" và "You & I," cả hai đều đứng top 10 phát hành.
"New World" xếp vị trí thứ 76 trên Billboard Japan Hot 100, và single chính "Beautiful Dancer" xếp vị trí thứ 66.

## Danh sách đĩa nhạc
| STT              | Nhan đề            | Phổ lời                  | Phổ nhạc                                           | Thời lượng |
| ---------------- | ------------------ | ------------------------ | -------------------------------------------------- | ---------- |
| 1.               | "Beautiful Dancer" | Hiro                     | Jimmy Jam, Terry Lewis, John Jackson               | 4:29       |
| 2.               | "Truth"            | Hiro                     | Jam, Lewis, Jackson                                | 3:37       |
| 3.               | "Fairytale"        | Hiro                     | Andy Love, Niclas Kings                            | 3:38       |
| 4.               | "Voice-mail"       | IU, Yadako (translation) | IU                                                 | 4:06       |
| 5.               | "New World"        | Yadako                   | Ali Thomson, Christoffer Wikberg, Alina Devecerski | 3:49       |
| Tổng thời lượng: | Tổng thời lượng:   | Tổng thời lượng:         | Tổng thời lượng:                                   | 19:36      |

| CD+DVD edition bonus track | CD+DVD edition bonus track  | CD+DVD edition bonus track                 | CD+DVD edition bonus track | CD+DVD edition bonus track |
| STT                        | Nhan đề                     | Phổ lời                                    | Phổ nhạc                   | Thời lượng                 |
| -------------------------- | --------------------------- | ------------------------------------------ | -------------------------- | -------------------------- |
| 6.                         | "The Age of the Cathedrals" | Luc Plamondon, Will Jennings (translation) | Riccardo Cocciante         | 3:06                       |
| Tổng thời lượng:           | Tổng thời lượng:            | Tổng thời lượng:                           | Tổng thời lượng:           | 22:47                      |

| DVD | DVD                                   | DVD        |
| STT | Nhan đề                               | Thời lượng |
| --- | ------------------------------------- | ---------- |
| 1.  | "A Documentary Film of IU 2012～2013" | 29:52      |

## Bảng xếp hạng
| Bảng xếp hạng (2013)               | Vị trí xếp hạng cao nhất |
| ---------------------------------- | ------------------------ |
| Nhật Bản Oricon daily album        | 9                        |
| Nhật Bản Oricon weekly album       | 23                       |
| Đài Loan G-Music J-pop/K-pop chart | 10                       |

### Doanh số và chứng nhận
| Bảng xếp hạng         | Doanh số |
| --------------------- | -------- |
| Oricon physical sales | 8,000    |

## Staff
Danh sách dưới đây được trích ra từ dòng chú thích trong cuốn booklet.

### Quản lí
| - Soo-Hyun An – marketing cho Loen - Jong-Han Bae – quản lí nghệ sĩ cho Loen - Chan Nam-Kung – giám đốc quản lí cho Loen - Young-Chul Cho – production - Seung-Min Choi – trợ lí quản lí cho Loen - Tom Coyne – mastering - Sung-Wook Chung – giám đốc trình diễn cho Loen - Yuki Funakoshi – contractor, sound coordination (Digz, Inc.), production direction (#3, #5) - Hyun-Jin Jang – marketing director cho Loen - Han-Teo Jeong – trợ lí quản lí cho Loen - Hee-Yeon Jeong – marketing cho Loen - Seong-Kwan Jeong – co-production, giám đốc kế hoạch cho Loen - Choon-Ho Jo – quản lí nghệ sĩ cho Loen - Gae-Won Jo – trợ lí quản lí cho Loen - Woo-Kyung Jung – trợ lí quản lí cho Loen - Shuzo Kamide – marketing cho EMI - Chang-Soo Kim – A&R - Hyo-Shin Kim – kế hoạch cho Loen - Jin-Myoung Kim – giám đốc A&R - Jung-Min Kim – A&R - Sung-Kyung Kim – marketing cho Loen - Young-Seok Kim – giám sát viên cho Loen - Kazuhiko Koike – nhà sản xuất choEMI | - Yoshiaki Kudo – contractor, sound coordination (Digz, Inc.) - Dong-Jin Kwon – performance arrangement cho Loen - Chang-Hee Lee – assistant management cho Loen - Jung-Min Lee – administration support cho Loen - Sung-Woo Lee – A&R - Young-Soo Lim – giám sát viên cho Loen - Michael T. Martin – contractor, sound coordination (UnderCover Inc.) - Shinya Nagai – quản lí cho EMI - Hidenobu Okira – A&R director, production - Junh-Hyun Park – trợ lí quản lí cho Loen - Si-Won Park – marketing cho Loen - Yo-Han Park – performance arrangement cho Loen - Yonh-Hoon Seo – A&R - Ryoichi Shimizu – sales promotion cho EMI - Won-Soo Shin – nhà sản xuất cho Loen - Yasuhiro Takeuchi – sales promotion cho EMI - Naoshi Yamaguchi - quản lí cho EMI - Yoshifumi Yamaminami – sales promotion cho EMI - Kwonsang Yang – quản lí cho EMI, Port One - Sang-Jae Yoo – marketing cho Loen - Dong-Hwan Youn – performance arrangement cho Loen - Won-Kyu Yun – A&R |

### Performance credit
| - China National Symphony Orchestra – dàn nhạc (#1) - IU – vocals - John Jackson – tất cả instruments (#2) - Jimmy Jam – tất cả instruments (#1) - Jong-Min Lee – guitar (#4) | - Soon-Yong Lee – bass (#4) - Mitsu.J – tất cả instruments (#6) - Ali Thomson – tất cả instruments (#5) - Christoffer Wikberg – tất cả instruments (#5) |

### Visual và hình tượng
| - Hiroshi Kitta – design - Misato Kowaki – stylist, visuals producer - Shin-Ae Lee – make-up - Joo-Hee No – trợ lí stylist | - Tomoya Takano – photography - Shinnosuke Yamada – hair và make-up supervisor - Yoon-Seo – hair |

### Kỹ thuật và sản xuất
| - Richard Brown – trợ giúo(#1) - G-Gorilla – arrangement (#4) - Gregory Germain – mixing (#6), thu âm(#1—3, #5) - IU – arrangement (#4) - Masashi Hashimono – thu âm dàn nhạc (#1) - Hiro for Digz, inc. – vocal production (#1—3) - Huang Li Jie – nhạc trưởng (#1) - Seuah Hwang – "Beautiful Dancer" đạo diễn MV - Tomoo Ichimura – nhà sản xuất DVD - John Jackson – co-production (#1), production (#2), thu âm (#2) - Jimmy Jam và Terry Lewis – production (#1—2), thu âm (#1) - Matt Marrin – mixing (#1—2) | - Atsushi Matsui – DVD recording, mixing - Mitsu.J – arrangement (#6) - Masaru Nishiyama – chỉ huy, sắp xếp dàn nhạc (#1) - Brian Paturalski – mixing (#3) - Q-TEC – DVD authoring - Andros Rodriguez – mixing (#5) - Myung-Kab Son – mixing (#4), recording (#4, #6) - Tak – giám đốc DVD - Atsushi Takahata – sản xuất DVD - Ali Thomson – production (#5) - Christoffer Wikberg – production (#5) - Yadako – vocal production (#5) |

## Lịch sử phát hành
| Khu vực  | Ngày                | Định dạng                    | Hãng phân phối  | Mã code                |
| -------- | ------------------- | ---------------------------- | --------------- | ---------------------- |
| Nhật Bản | 20 tháng 3 năm 2013 | CD, CD+DVD, digital download | EMI Music Japan | TOCT-29128, TOCT-29129 |
| Đài Loan | 22 tháng 3 năm 2013 | CD+DVD                       | Golden Typhoon  | I5309                  |
| Nhật Bản | 6 tháng 4 năm 2013  | Rental CD+DVD                | EMI Music Japan | TOCT-29128             |